# سوزانه مول
سوزان مول (بالألمانية: Susanne Moll)‏ هي متزلجة نمساوية، ولدت في 27 يوليو 1987 في Andelsbuch ‏ في النمسا.

## وصلات خارجية
- سوزانه مول على موقع الاتحاد الدولي للتزلج (ركوب لوح الثلج) (الإنجليزية)
- سوزانه مول على موقع أوليمبيديا (الإنجليزية)